# LHOVRA
LHOVRA is een toepassing voor verkeersregelinstallaties en is ontworpen in Zweden. De letters staan voor de afkortingen waar deze voor toegepast kan worden. Het is gebleken dat de verkeersveiligheid hierdoor wordt verbeterd. Een nadeel is de iets grotere vertraging voor verkeer uit zijrichtingen. LHOVRA werkt als volgt.

## Acroniem

### L: Voorrang voor vrachtverkeer
Er ontstaat een probleem voor vrachtverkeer als het licht op geel springt, want een vrachtwagen heeft een langere remweg dan personenauto's. Verkeer uit de zijrichtingen kan door de doorrijdende vrachtwagen verrast worden. Het wordt een nog groter probleem als er voor de vrachtwagen een personenauto rijdt en deze besluit te stoppen.
Om dit probleem op te lossen worden op 300 meter van het verkeerslicht detectielussen aangebracht zodat het vrachtverkeer voorrang krijgt bij het verkeerslicht. 

### H: Voorrang voor de hoofdweg
Deze functie werkt ongeveer hetzelfde als de L-functie. Op 200 en 140 meter worden detectielussen aangelegd om voorrang te geven aan de hoofdrichting. 

### O: Ongevallenreductie door dilemmazonemeting
Als verkeer in de dilemmazone zit kunnen veel ongevallen voorkomen worden door het groene licht langer te laten branden. Daarvoor zijn detectielussen op 140 en 85 meter nodig waardoor verkeer altijd met groen licht door kan rijden. 
Enig nadeel aan deze functie is dat bij grote drukte er een moment zal moeten komen wanneer het groene licht zal omschakelen naar geel en rood, ook als er nog verkeer aankomt.

### V: Variabel geel licht
Mocht verkeer toch doorrijden tijdens het gele licht, dan is het mogelijk het tonen van het gele licht te verlengen naar maximaal 5 seconden. Vooralsnog is deze functie technisch niet mogelijk.

### R: Roodlichtnegatiebeveiliging door verlengen ontruimingstijd
Is het mogelijk dat voertuigen na het verlengen van de groen- en de geelfase alsnog door rood rijden, dan kan op basis van detectie de ontruimingstijd verlengd worden. Dit zorgt ervoor dat van conflicterende richtingen het groen uitgesteld wordt, zodat de kans op ongevallen sterk verminderd wordt. De meting start wanneer een voertuig de koplus verlaat na de 2e seconde geel en tijdens het begin van de garantieroodtijd. In eerste versies werd de ontruimingstijd dan met 3 seconden verlengd. Dit aspect is tegenwoordig verbeterd door de ontruimingstijden van conflicterende richtingen opnieuw te starten zodra aan de voorwaarde van geel/roodlichtrijden wordt voldaan. Op die manier worden korte ontruimingstijden van bijvoorbeeld 1 seconden niet onnodig verlengd naar bijvoorbeeld de voorheen geldende 3 seconden.

### A: Alles-rood functie
Bij geen aanwezigheid van verkeer zullen de richtingen automatisch naar rood gaan. Op basis van de ver weg gelegen detectoren kan een richting dan vrijwel direct groen krijgen bij het naderen van het verkeerslicht zodat het lijkt op een soort van wachtstand rood. Daarnaast zorgt deze functie ervoor dat het aantal groen-geel-rood overgangen wordt voorkomen.

## Effecten

### Verkeersveiligheid
LHOVRA heeft bewezen de verkeersveiligheid te vergroten. De provincie Noord-Holland heeft als eerste Nederlandse wegbeheerder in 1996 enkele functies in haar regelingen geïmplementeerd. Deze zijn getest op de N302 waar een hoog percentage vrachtverkeer aanwezig is. Daarbij is geconstateerd dat het aantal roodlichtrijders op de hoofdrichting fors is afgenomen doordat de regeling pas naar geel gaat als zich geen voertuigen in de dilemmazone bevinden. Een verbetering in de verkeersveiligheid mag hiervan verwacht worden. Op de zijrichting treedt er geen effect op, maar daar was/is het aantal roodlichtrijders al minimaal. Bovendien neemt het aantal overgangen van groen naar geel door LHOVRA sterk af, in en buiten de spits.
De effecten zijn vooral zichtbaar buiten de spits. Dit komt doordat er in de spits bijna geen momenten voorkomen dat er geen voertuigen in de dilemmazone zitten. Dit komt door de maximumgroentijd die dan veelvuldig bereikt wordt. Buiten de spits treedt dit veel minder op zodat als er geen voertuigen in de dilemmazone zitten op gunstige momenten geschakeld kan worden.

### Doorstroming
Uit de proef op de N302 is het volgende naar voren gekomen:
- De gemiddelde verliestijd van het vrachtverkeer op de hoofdrichting neemt af met 36% van 24 naar 15 seconden
- De gemiddelde verliestijd van het vrachtverkeer op de zijrichtingen neemt toe met bijna 50%
- De gemiddelde verliestijd van het personenverkeer op de hoofdrichting blijft vrijwel gelijk
- De gemiddelde verliestijd van het personenverkeer op de zijrichtingen neemt toe met ongeveer 11%
- De wachttijden voor het eerste voertuig blijft op de hoofdrichting vrijwel gelijk
- De wachttijden voor het eerste voertuig neemt op de zijrichtingen toe met ongeveer 50%

Bovenstaande heeft tot gevolg dat de verliestijden voor de hoofdrichting iets gunstiger zijn dan de zijrichtingen. In zijn totaal neemt de verliestijd ongeveer met 11% toe. Het effect van LHOVRA is dan ook niet gericht op het verbeteren van de doorstroming maar de verbetering van de verkeersveiligheid, maar zoals hierboven is vermeld verbetert de doorstroming voor de hoofdrichting.

## Toepassing
De provincie Noord-Holland maakt tegenwoordig standaard gebruik van LHOVRA. De provincies Zuid-Holland en Gelderland maken ook gebruik van LHOVRA.